# Lozère
Lozère este un departament din sudul Franței, situat în regiunea Occitania. Este unul dintre departamentele originale ale Franței create în urma Revoluției din 1790. Este numit după muntele omonim din Masivul Central. Este cel mai puțin populat departament din Franța, dar în ciuda acestui fapt are cel mai mic procent de șomeri dintre toate departamentele.

## Localități selectate

### Prefectură
- Mende

### Sub-prefecturi
- Florac

## Diviziuni administrative
- 2 arondismente;
- 25 cantoane;
- 185 comune;